# Ferrocarril del Bidasoa
El ferrocarril del Bidasoa, conocido coloquialmente como el «Tren Chiquito», fue una línea de ferrocarril española que unía las poblaciones de Irún (Guipúzcoa) y Elizondo (Navarra). Era una línea de vía estrecha de 51 km de longitud, que recorría el valle del río Bidasoa. Estuvo operativa desde 1898 hasta 1956.

## Historia
El tren del Bidasoa se inició originalmente como un ferrocarril minero que enlazaba las minas de Endarlaza con Irún. Los trabajos de construcción estuvieron dirigidos por el ingeniero de caminos Ramón de Aguinaga Arrechea, marchando estos a buen ritmo. El trazado fue inaugurado en 1898. El ancho de vía original era de 915 milímetros (tres pies ingleses), aunque fue ensanchado a la vía métrica al decidirse su prolongación hasta Elizondo, que fue inaugurada en 1916. De este modo, se pasó de un tren eminentemente para el transporte de mercancías mineras, a un servicio de pasajeros que unía Irún y Elizondo. El recorrido de este tren discurría principalmente por la margen izquierda del río Bidasoa. Tenía una longitud de 51,5 km. El cierre de la línea se produjo el 31 de diciembre de 1956.

## La actual «vía verde»
La Vía Verde del Bidasoa es un recorrido peatonal y para bicicletas y otros medios de locomoción no motorizados, que aprovecha el trazado del ferrocarril del Bidasoa. Ofrece un recorrido de 44 km entre Behovia (Guipúzcoa) y Legasa (Navarra), junto al Parque natural del Señorío de Bértiz. Este último trazado ha sido acondicionado, y fue inaugurado el 20 de diciembre de 2013. Además, hay intención de aumentar el recorrido de la vía hasta Elizondo, lo que añadiría otros 10 km al recorrido. También se baraja la posibilidad de unir la vía del Bidasoa con la del Plazaola por el municipio de Saldías y el alto de Oroquieta, lo que permitiría acercar la vía a Pamplona.
En la desembocadura del Bidasoa, la vía verde se une con el camino de la bahía de Chingudi, de forma que conecta con los municipios de Hendaya (Francia) y de Fuenterrabía e Irún (Guipúzcoa).